# Thomas Mulcair

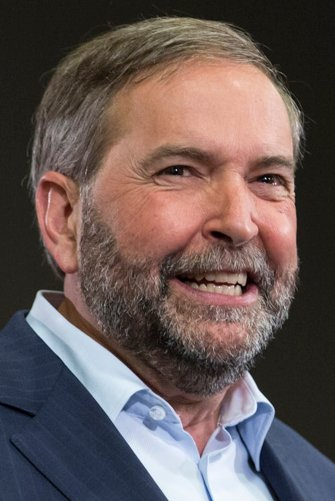
Thomas Mulcair (2015)

Thomas („Tom“) Joseph Mulcair (* 24. Oktober 1954 in Ottawa, Ontario) ist ein kanadischer Politiker und Professor der Rechtswissenschaft. Seit 2007 ist er Abgeordneter im kanadischen Unterhaus und vertritt den Wahlkreis Outremont in der Provinz Québec. Von März 2012 bis Oktober 2017 war er Vorsitzender der Neuen Demokratischen Partei (NDP). 
Mulcair war vor seiner politischen Karriere Beamter in der Verwaltung der Provinz Québec und Rechtsanwalt. Außerdem lehrte er Recht an mehreren Hochschulen und Universitäten. Von 1994 bis 2007 war er Abgeordneter in der Nationalversammlung von Québec, wo er für die Parti libéral du Québec den Wahlkreis Chomedey in Laval vertrat. In der Provinzregierung von Jean Charest amtierte er von 2003 bis 2006 als Minister für nachhaltige Entwicklung, Umweltschutz und Parks.

## Familie und berufliche Karriere
Mulcair ist das zweitälteste von zehn Kindern von Harry Donnelly Mulcair, einem irisch-kanadischen Vater, und von Jeanne Hurtubise, einer frankokanadischen Mutter. Aus diesem Grund spricht er sowohl Englisch als auch Französisch fließend. Sein Ur-Ur-Großvater mütterlicherseits ist Honoré Mercier, Premierminister Québecs von 1887 bis 1891. Mulcair wuchs in Hull (heute Teil von Gatineau) und in Laval auf, wo er ein katholisches Gymnasium besuchte. Nach Abschluss des CEGEP am Vanier College in Montreal studierte Mulcair an der McGill University. 1977 erhielt er Abschlüsse in Common Law und Zivilrecht. Während seines vorletzten Studienjahres war er Präsident der Vereinigung der Rechtsstudenten an der McGill University und Mitglied des Studentenrates.
Seit 1976 ist Mulcair mit der Psychologin Catherine Pinhas verheiratet, einer Französin mit türkisch-jüdischen Wurzeln; das Paar hat zwei Söhne. Sie zogen 1978 in die Stadt Québec, ein Jahr später erhielt Mulcair die Zulassung als Rechtsanwalt. Im Justizministerium der Provinz Québec arbeitete er bis 1980 als Rechtsberater, danach beim Obersten Rat der französischen Sprache. 1983 wurde Mulcair zum Direktor der Rechtsabteilung von Alliance Québec ernannt, der Lobbyorganisation der englischsprachigen Quebecer. 1985 eröffnete er eine eigene Anwaltskanzlei, daneben unterrichtete er unter anderem an der Concordia University und an der Université du Québec à Trois-Rivières. Von 1987 bis 1993 war Mulcair Präsident des Office des professions du Québec, einer staatlichen Aufsichtsbehörde für Berufsausübung. Ab 1995 war er wieder als Rechtsanwalt tätig.

## Provinzpolitik in Québec
Mulcair trat der Parti libéral du Québec (PLQ). Am 12. September 1994 kandidierte er bei den Wahlen zur Nationalversammlung von Québec und wurde im Wahlkreis Chomedey im westlichen Teil der Stadt Laval gewählt. Am 30. November 1998 und am 14. April 2003 gelang ihm jeweils die Wiederwahl mit über zwei Drittel der Stimmen. Nachdem die PLQ 2003 die Wahlen gewonnen hatte und die Provinzregierung stellen konnte, wurde er vom neuen Premierminister Jean Charest als Minister für nachhaltige Entwicklung, Umweltschutz und Parks ins Kabinett berufen.
Mulcair war ein Befürworter des Kyoto-Protokolls. Im November 2004 lancierte er einen Plan zur nachhaltigen Entwicklung Québecs und erarbeitete ein entsprechendes Ausführungsgesetz. Darin enthalten war eine Ergänzung der Quebecer Charta der Menschenrechte und Freiheiten. Die Einwohner der Provinz sollten das Recht haben, in einer gesunden Umwelt zu leben, welche die Biodiversität respektiert. Mulcairs Nachhaltigkeitsplan beruhte auf erfolgreichen europäischen Modellen und galt als eines der fortschrittlichsten in Nordamerika. Die Nationalversammlung nahm das Gesetz im April 2006 einstimmig an. Trotz Protesten seitens verschiedener Umweltschutzgruppierungen trieb er den Ausbau des Autobahnnetzes voran.
Im Rahmen einer Kabinettsumbildung erhielt Mulcair von Charest das Angebot, das Ministerium für Regierungsdienste zu übernehmen. Er empfand dies jedoch als Zurückstufung und zog es vor, per Ende Februar 2006 aus dem Kabinett zurückzutreten. Es gab Spekulationen, wonach Mulcair sich persönlich nicht besonders gut mit Charest verstand und sich außerdem geweigert hatte, seine Zustimmung zu einem umstrittenen Tourismusprojekt im Parc national du Mont-Orford geben. Er blieb weiterhin Abgeordneter, gab aber später bekannt, dass er zu den Wahlen im März 2007 nicht mehr antreten werde.

## Bundespolitik
Am 19. April 2007 bestätigte Mulcair, dass er bei der kommenden Unterhauswahl für die NDP antreten werde. Er bestätigte damit verschiedene Spekulationen über seinen Wechsel in die Bundespolitik, nachdem er einen Monat zuvor bei einer Rede des NDP-Vorsitzenden Jack Layton anwesend gewesen war. Mulcair wurde auch Laytons wichtigster Berater zu Themen bezüglich Québec. Am 17. September 2007 trat er zu einer Unterhaus-Nachwahl in Outremont an und setzte sich mit deutlichem Vorsprung durch. Es war dies erst das zweite Mal überhaupt, dass ein NDP-Vertreter sich in der Provinz Québec durchgesetzt hatte.
Unmittelbar nach seiner Wahl wurde Mulcair zum Vize-Vorsitzenden der NDP ernannt. Seine Tätigkeit im Unterhaus nahm er am 12. Oktober 2007 auf. Als Mitglied der Finanzkommission erwarb er großen Einfluss. Im Oktober 2008 gelang ihm die Wiederwahl, ebenso bei der Wahl am 2. Mai 2011. Noch im selben Monat übernahm er den Vorsitz der Unterhaus-Fraktion und war damit neben Layton der wichtigste Vertreter der NDP, die zur größten Oppositionspartei aufgestiegen war.
Jack Layton starb am 22. August 2011 an Krebs, woraufhin Nycole Turmel interimistisch den Parteivorsitz übernahm. Am 13. Oktober meldete Mulcair offiziell seine Kandidatur für die Wahl des Vorsitzenden an, die fünf Monate später stattfinden sollte. Verschiedene politische Beobachter gingen davon aus, dass er die Partei etwas mehr ins Zentrum des politischen Spektrums rücken werde, um bei der nächsten Unterhauswahl mehr Mitte- und Neuwähler anzusprechen. Beim Parteitag am 24. März 2012 in Toronto setzte sich Mulcair mit 57,2 % der abgegebenen Stimmen im vierten Wahlgang durch.
Die kanadische Unterhauswahl 2015 war für die NDP eine Enttäuschung: Hatte sie zeitweise in Umfragen vorne gelegen, landete sie schließlich weit abgeschlagen hinter der bisherigen anderen Oppositionspartei, Justin Trudeaus Liberalen. Beim Bundesparteitag der NDP im April 2016 wurde Mulcair kritisiert. Zuvor hatte er eine muslimische Frau verteidigt, welche öffentlicher Kritik ausgesetzt war, weil diese bei ihrer Einbürgerung einen Nikab trug. Dies sei auch eine der Hauptursachen für das schlechte Abschneiden bei der Unterhauswahl 2015 gewesen. Ein Antrag, wonach die Parteimitglieder binnen 24 Monaten einen neuen Vorsitzenden per Urwahl bestimmen sollten, wurde mit 52 % der Delegiertenstimmen angenommen. Dies war das erste Mal in der Geschichte Kanadas, dass ein amtierender Vorsitzender einer Partei eine „leadership review“-Abstimmung – eine Art Vertrauensfrage – verlor. Mulcair blieb im Amt, bis die Urwahl am 1. Oktober 2017 offiziell von Jagmeet Singh gewonnen wurde, der damit Mulcairs Nachfolger als Parteivorsitzender wurde.
Mulcair hat angekündigt, bei der nächsten kanadischen Unterhauswahl nicht mehr anzutreten und sich aus der Politik zurückzuziehen.